# Abdullah Qazi
Abdullah Qazi (ur. 25 marca 1995) – pakistański piłkarz występujący na pozycji obrońcy w amerykańskim klubie A.S. Los Angeles.

## Kariera reprezentacyjna
Qazi otrzymał pierwsze powołanie do drużyny narodowej w lipcu 2018 roku. Następnie został powołany przed Mistrzostwami SAFF 2018 w Bangladeszu.

## Statystyki

### Reprezentacyjne
| Reprezentacja | Rok     | Mecze | Bramki |
| ------------- | ------- | ----- | ------ |
| Pakistan      | 2018    | 5     | 0      |
| Pakistan      | 2019    | 1     | 0      |
| Pakistan      | Ogólnie | 6     | 0      |

| Mecze i gole w reprezentacji | Mecze i gole w reprezentacji | Mecze i gole w reprezentacji | Mecze i gole w reprezentacji | Mecze i gole w reprezentacji | Mecze i gole w reprezentacji | Mecze i gole w reprezentacji | Mecze i gole w reprezentacji |
| Lp.                          | Data                         | Miejsce                      | Gospodarz                    | Gość                         | Wynik                        | Gol                          | Rozgrywki                    |
| ---------------------------- | ---------------------------- | ---------------------------- | ---------------------------- | ---------------------------- | ---------------------------- | ---------------------------- | ---------------------------- |
| 1.                           | 04.09.2018                   | Dhaka                        | Nepal                        | Pakistan                     | 1:2                          |                              | Mistrzostwa SAFF 2018        |
| 2.                           | 06.09.2018                   | Dhaka                        | Bangladesz                   | Pakistan                     | 1:0                          |                              | Mistrzostwa SAFF 2018        |
| 3.                           | 08.09.2018                   | Dhaka                        | Pakistan                     | Bhutan                       | 3:0                          |                              | Mistrzostwa SAFF 2018        |
| 4.                           | 12.09.2018                   | Dhaka                        | Indie                        | Pakistan                     | 3:1                          |                              | Mistrzostwa SAFF 2018        |
| 5.                           | 16.12.2018                   | Doha                         | Palestyna                    | Pakistan                     | 2:0                          |                              | Mecz towarzyski              |
| 6.                           | 06.06.2019                   | Phnom Penh                   | Kambodża                     | Pakistan                     | 2:0                          |                              | el. MŚ 2022                  |